# 松容
松容（法語：Songeons，法語發音：[sɔ̃ʒɔ̃]）是法国瓦兹省的一个市镇，属于博韦区。

## 地理
松容（49°32'57"N, 1°51'11"E）面积13.53 平方千米，位于法国上法蘭西大區瓦兹省，该省份为法国北部内陆省份，北起索姆省，西接厄尔省和滨海塞纳省，南至塞纳-马恩省和瓦兹河谷省，东临埃纳省。
与松容接壤的市镇（或旧市镇、城区）包括：埃斯卡姆、热尔伯鲁瓦、格雷梅维莱尔、拉沙佩勒-苏热尔伯鲁瓦、卢厄斯、莫尔维莱尔。
松容的时区为UTC+01:00、UTC+02:00（夏令时）。

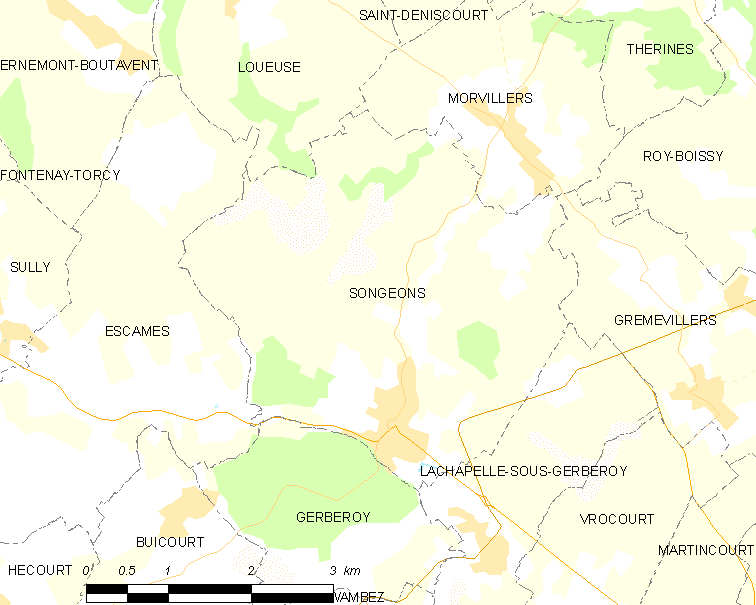
松容的OSM定位图

## 行政
松容的邮政编码为60380，INSEE市镇编码为60623。

## 政治
松容所属的省级选区为格朗维利耶县。

## 人口

1962-2008年间松容人口变化图示

松容于2022年1月1日时的人口数量为939人。